# Mantispa salana
Mantispa salana är en insektsart som först beskrevs av Navás 1931.  Mantispa salana ingår i släktet Mantispa och familjen fångsländor. Inga underarter finns listade i Catalogue of Life.